# L'ottava moglie di Mister G
L'ottava moglie di Mister G (inglese: The Seven Sleepers) è un romanzo giallo di Elizabeth Ferrars, pubblicato nel 1970. In Italia è uscito nel 1973, nella traduzione di Lina Rolli, collana Il Giallo Mondadori ed è poi stato riproposto nel 2013, nella collana I Classici del Giallo Mondadori.

## Trama
Luke Latimer è un giovane commercialista, impiegato in una buona ditta di Londra, ma, dopo un grave incidente d'auto, trovandosi in crisi personale, ha cercato un lavoro diverso, tentando anche di scrivere un romanzo. Quando l'investigatore privato Gilbert Arne prende contatto con lui, Luke ha una reazione tesa e scontrosa. Infatti Arne sta cercando i discendenti di quattro donne assassinate tra il 1913 e il 1928. Luke sa che la sua nonna materna è stata uccisa e il responsabile, il marito, si è dileguato con i beni che la donna possedeva.
Il merito di aver connesso i casi delle quattro donne è di un giornalista: tutte hanno sposato un tale Duncan con cognome iniziale per G, solo la terza vittima ha fatto in tempo a mettere al mondo una bambina, ma delle altre non ci sono discendenti. Ora una misteriosa signora scozzese vuole conoscere Luke, il quale apprende da Arne che Duncan G avrebbe assassinato anche le sue tre prime mogli, sposate regolarmente con il proprio nome: Duncan Garvie-Brown. Questi delitti sembrano incidenti e l'uomo, un professore di semeiotica, non è mai stato perseguito.
Luke si sente molto disturbato da queste novità e solo malvolentieri si reca a Edimburgo per conoscere la donna. Si tratta di Christina Garvie-Brown, vedova di Duncan, per molti anni sua segretaria, senza figli e convinta di aver goduto di un'agiatezza dall'origine illegittima. Le cose peggiorano allorché la donna porta Luke a un pranzo di famiglia: l'innegabile somiglianza tra Luke e i membri del clan mette tutti a disagio. Dopo una mezza giornata passata in compagnia, Luke, a sera, apprende che la donna non lo vuole più vedere e non comprende per quale ragione: quindi torna a Londra, dove in pochi giorni gli arrivano due pacchi con cento sterline ciascuno. Tenta di rendere il primo, ma non ci riesce e perciò, all'arrivo del secondo, parte nuovamente per la Scozia.
Arrivato a Edimburgo, Luke si ritrova alle costole Arne. La pressione su Luke diviene insopportabile perché tutti, soprattutto Arne, pensano che lui sia riuscito a sottrarre un diario o altro documento che fa luce sulla vicenda. Christina ha traslocato due giorni prima e Luke con Arne raggiungono la località di mare dove la donna ha preso alloggio. Vanno a parlarle, ma la trovano assassinata. Questo porta a un'inevitabile indagine di polizia, ma anche a un altro, spiacevole confronto con tutti i Garvie-Brown. Essi vorrebbero accusare Luke di aver tentato un'estorsione ai danni di Christina, ma lui esibisce le banconote ricevute e dice di sapere chi gliele ha mandate.
Infatti ha le prove che il denaro gli è giunto da Vanessa, la più giovane del clan, ma si guarda bene dal fare il nome della ragazza. Più tardi e a tu per tu, i due giovani si spiegano, intanto però non cessano le angherie verso Luke. Tornato in città trova che la camera d'albergo è stata rovistata in malo modo. Arne è sempre con lui e ormai pare che non abbia un alibi per l'ora del delitto, eppure Luke non ha più malanimo verso Arne. A tarda sera, Luke commette l'imprudenza di tornare alla casa del delitto, spinto da una curiosità. Incontra Vanessa e le dice che cosa ha in mente. Poco dopo però, una figura femminile lo colpisce in testa con una mazza da golf.
Il doloroso risveglio in ospedale sembra un miracolo al giovane. Vari poliziotti lo interrogano e apprende che a colpirlo è stata la madre di Vanessa, da tempo affetta da qualche turba psichica. Arne lo aveva seguito e ha sventato il peggio. La colpevole ha confessato anche l'omicidio di Christina. Finalmente liberato dalla nociva compagnia dei Garvie-Brown, luke torna a Londra e al vecchio lavoro. E qualche settimana dopo arriverà anche Vanessa, ormai incapace di rimanere con il resto della famiglia.

## Il titolo originale
La poesia cui si fa riferimento è The Good-Morrow di J. Donne (1623), dove la leggenda dei Martiri di Efeso è rielaborata in senso amoroso.

## Personaggi
- Luke Latimer, impiegato.
- Gilbert Arne, investigatore privato.
- Audrey Doubtfire, direttrice dell'agenzia Good Neighbours.
- Stephanie Rackam, cliente della Good Neighbours.
- Duncan Garvie-Brown, nonno di Luke.
- Christina Garvie-Brown, vedova di Duncan.
- Casper Garvie-Brown, professore di Semeiotica.
- Kenneth Garvie-Brown, medico.
- Frances Garvie-Brown, moglie di Kenneth.
- Vanessa Garvie-Brown, figlia di Kenneth e Frances.
- Lord Charles Mooney, alto magistrato.
- Lucille Garvie-Brown Mooney, moglie di lord Charles.
- Giles Mooney, figlio di Charles e Lucille.

## Edizioni in italiano
- Elizabeth Ferrars, L'ottava moglie di Mister G, traduzione di Lina Rolli, Il Giallo Mondadori n. 1270, Milano 1973
- Elizabeth Ferrars, L'ottava moglie di Mister G, traduzione di Lina Rolli, I Classici del Giallo Mondadori n. 1315, Milano 2013